# Artona pulchra
Artona pulchra es una especie de polilla del género Artona, familia Zygaenidae.
Fue descrita científicamente por Drury en 1773.